# あ・ゆ・れでぃー
あ・ゆ・れでぃーはオフィスエヌツー （現:エヌフォースプロモーション）に所属していた女性2人組の若手お笑いユニットである。
2005年にコンビで結成。ミニスカポリスでの競演がコンビ結成のきっかけと言われている。ただしミニスカポリスへの出演は2005年9月を以て終了している。
最近はコンビでお笑いにも進出。少しではあるが時折セクシーなネタも披露しており、「これからはアイドル芸人を目指して行きたい」と述べていたが、2006年7月に芸能界引退を発表した。

## メンバー
- あや(本名:内山 彩、1984年12月12日 - )
- ゆかり(本名:清水 由香里、1984年11月4日 - )

## 出演

### テレビ
- 出動!ミニスカポリス全国版 （12代目ポリスレギュラー）
- 水着少女
- エンターテイメントマザーズTV
- エンタの神様 あやのみ（安田特大サーカスとして）

### 雑誌
- FLASH EXCITING（EX FLASH）
- Sabra

### イベント
- 新宿クレイジーナイト
- 東京クレイジーナイト